# Vichy-Frankrijk
Vichy-Frankrijk was het Frankrijk onder het autoritaire bewind van maarschalk van Frankrijk Philippe Pétain tijdens de Tweede Wereldoorlog. Onder dat Vichyregime heette Frankrijk officieel État français (Franse Staat) en zetelde de regering in de stad Vichy. Het Vichyregime duurde van 10 juli 1940 tot 20 augustus 1944, waarbij eerst het grootste deel van het land en vanaf november 1942 heel Frankrijk bezet werd door nazi-Duitsland en in veel geringere mate door Duitslands bondgenoot Italië. Gedurende die tijd collaboreerde het regime in steeds sterkere mate met Duitsland.

## Opmaat
Maarschalk Pétain volgde op 84-jarige leeftijd Paul Reynaud op als premier op 16 juni 1940, tijdens de Slag om Frankrijk. Dat gebeurde nadat Pétain, toen vicepremier, zich had verzet tegen het voornemen van Reynaud om de strijd vanuit de Franse kolonies voort te zetten. Pétain, die de steun had van vooral rechtse en defaitistische politici, vond dat de gevechten moesten stoppen en dat de regering moest werken aan een grondige hervorming van Frankrijk. Hij kreeg daarbij de steun van oud-premier Pierre Laval.
Meteen nadat hij aan het bewind kwam, vroeg hij een wapenstilstand met nazi-Duitsland. Die kwam enkele dagen later tot stand, gevolgd door een wapenstilstand met Italië.
Volgens de wapenstilstandsovereenkomst bezette Duitsland het noorden en westen van Frankrijk, inclusief de Atlantische kust. Italië kreeg enkele gebieden langs de zuidoostelijke grens toegewezen, en een strook van 50 km breed langs de Italiaanse grens werd uitgeroepen tot gedemilitariseerde zone. Het resterende deel – twee vijfde van Frankrijk, plus de Franse koloniën – zou volledig onder het bestuur van de Franse regering blijven. Ook in het door de Duitsers bezette gebied behield de Franse regering het civiel gezag, hoewel dit sterk beperkt werd door de Duitse militaire bezetting. De Franse marine moest in haar thuishavens blijven. De Duitsers waren bang dat de Franse marine en de Franse koloniën in Britse handen zouden vallen.
Het Franse leger werd verkleind tot honderdduizend manschappen in de 'Vrije Zone' en alle Franse krijgsgevangenen bleven in gevangenschap. Bovendien moesten de Fransen de kosten van de bezetting door de Duitse troepen betalen. De jure behield de Franse regering het gezag over heel Frankrijk inclusief het bezette noorden, maar buiten de Vrije Zone werd haar macht sterk beperkt door de bezetter. In de departementen Bas-Rhin, Haut-Rhin en Moselle (het vroegere Elzas-Lotharingen) verloor de Franse overheid alle macht, omdat ze de facto bij Duitsland werden gevoegd (iets wat de regering in Vichy niet erkende).
De Britten wilden niet het risico lopen dat de Franse marine, de op een na grootste ter wereld, in Duitse handen zou vallen. Op 8 juli 1940 boorde de Royal Navy in de Algerijnse havenstad Mers-el-Kebir gelegen Franse marineschepen in de grond, nadat die een ultimatum hadden verworpen om hun schepen tot zinken te brengen of zich bij de Britten te voegen. Dat optreden leidde tot een zeer anti-Britse stemming in Frankrijk en een volledige breuk tussen Vichy en de Britse regering. 

## Dictatuur
De regering-Pétain vestigde zich in de onbezette zone. Aanvankelijk werd Clermont-Ferrand als regeringszetel gekozen, omdat Laval daar grote invloed had, maar die industriestad was weinig geschikt om de vele politici en ambtenaren te herbergen.  Daarom werd spoedig uitgeweken naar het noordelijker gelegen Vichy, een befaamd kuuroord met veel luxehotels. De grootste steden in het onbezette gebied, Marseille en Lyon, kwamen om politieke redenen niet in aanmerking als regeringszetel. 
In Vichy ijverde Laval, gesteund door extreemrechtse groepen, voor het instellen van een dictatuur. Pétain werd voorgesteld als de enige die Frankrijk kon redden. Op 10 juli 1940 kwam in de Opéra van Vichy de Nationale Vergadering (de verenigde kamers van het Franse parlement) bijeen om over een grondwetswijziging te stemmen waarbij de grondwet van de Derde Republiek zou worden opgeheven en Pétain opdracht zou krijgen een nieuwe grondwet op te stellen. 649 van de 907 parlementsleden waren aanwezig, 572 van hen stemden onder zware druk in met het voorstel. De volgende dag riep Pétain zichzelf uit tot 'hoofd van de Franse Staat', waarbij alle staatsmacht bij hemzelf was geconcentreerd.
Het uit de tijd van de Revolutie daterende Franse nationale motto Liberté, Egalité, Fraternité (Vrijheid, Gelijkheid en Broederschap) werd vervangen door Travail, Famille, Patrie (Werk, Gezin, Vaderland). De op de fasces gelijkende Francisque werd het nieuwe nationaal symbool.
Charles de Gaulle, een legerofficier die in de laatste regering van de Derde Republiek nog even staatssecretaris van Defensie was geweest en deel had genomen aan de strijd tegen de Duitse invallers, was gevlucht naar Engeland en riep van daaruit via de radio op 18 juni 1940 op tot voortzetting van de strijd onder zijn leiding. Hij werd hiervoor bij verstek van zijn Franse nationaliteit vervallen verklaard en ter dood veroordeeld. Het zou even duren voor hij in de ogen van de geallieerden een serieus alternatief voor het Vichyregime was geworden.
Het nieuwe regime werd diplomatiek erkend door nazi-Duitsland, en verder door de Verenigde Staten en de Sovjet-Unie. Het stelde perscensuur in en de vervolging van Joden en buitenlanders begon dit regime zelfs zonder daartoe door de Duitsers gedwongen te worden. Joodse burgers met de Franse nationaliteit werden als tweederangsburgers beschouwd; uiteindelijk waren voornamelijk Joden met een buitenlandse nationaliteit voor deportatie via Drancy bestemd. De regering-Pétain ageerde tegen de vrijmetselarij. In september 1940 werd de Franse kolonie Frans Indochina aan Japan overgedragen na de Japanse invasie in dat gebied. Uit vrees dat de strategisch gelegen Franse kolonie Madagaskar eenzelfde lot beschoren zou zijn en Japan zo geallieerde koloniën in Afrika kon bedreigen werd dit eiland in 1942 door de Britten na de Slag om Madagaskar bezet.
Toen admiraal François Darlan in november 1942 in Frans Noord-Afrika een wapenstilstand tekende met de geallieerden, na hun succesvolle invasie van dit Franse grondgebied, verbrak Duitsland de overeenkomst uit 1940. Op 10 november 1942 vielen Duitse troepen de onbezette zone van Vichy-Frankrijk binnen. De Franse marine wilde nu zelf voorkomen dat haar schepen die nog in de haven van Toulon lagen in Duitse handen zouden vallen en bracht die zelf tot zinken. De macht kwam in handen van Laval als premier, hoewel Pétain formeel staatshoofd bleef. Darlan werd op kerstavond 24 december 1942 vermoord door een jonge Franse monarchist die was opgeleid door de Britse SOE, hoewel deze geheime organisatie geen opdracht tot de moord had gegeven.

## Roemloos einde
Na de invasie door de geallieerden in Normandië op 6 juni 1944 en op 15 augustus 1944 in de Provence werd de Vichyregering onder escorte van de Duitsers naar het oostelijker gelegen Belfort en later naar Duitsland overgebracht. In Slot Sigmaringen aan de Donau ging de regering in ballingschap én in feitelijke gevangenschap; de Duitsers hadden genoeg van de eigenaardige oriëntatie van het Vichyregime. Pétain zelf werd op 19 augustus 1944 in zijn residentie, hotel Parc te Vichy, door Duitsers van zijn bed gelicht. Een week later werd Vichy door de troepen van de Vrije Fransen bevrijd en hield De Gaulle een glorieuze intocht in Parijs.
In 1945 werden diverse leden van de regering gearresteerd. Enkelen, onder wie Laval, werden berecht wegens landverraad en geëxecuteerd. Ook Pétain kreeg de doodstraf, maar zijn vroegere ondergeschikte en rivaal Charles de Gaulle liet de straf omzetten in levenslang. Pétain werd verbannen naar het eiland Yeu voor de Franse kust. Hij stierf daar in gevangenschap in 1951, op 95-jarige leeftijd.
Het is nog altijd een raadsel hoe Pétain, een oorlogsheld uit de Eerste Wereldoorlog, zich heeft kunnen laten gebruiken als een marionet van zijn tegenstanders. De Gaulle heeft in zijn Mémoires de guerre gepoogd een verklaring te geven. Misschien sprak Pétain zo zijn afkeer van het vooroorlogse defaitisme en de Volksfrontregeringen uit. Zijn collaboratie gaf het Vichyregime een schijn van legaliteit.

## Jodenvervolging[1]
De uitlevering door het Vichyregime van Joden aan de Duitsers was na de bevrijding moeilijk bespreekbaar. Het Pétain-regime zou onder dwang en met tegenzin (contre cœur, letterlijk tegen het hart) hebben gehandeld. Vanaf de jaren zestig voerde het echtpaar Serge en Beate Klarsfeld een verbeten strijd om de actieve rol van de Franse politie en justitie bij de Jodenvervolging aan te tonen. De politieke leiders bleven lang ontkennen, van de verzetsheld De Gaulle tot de voormalige Vichyfunctionaris François Mitterrand. Henri du Moulin de la Barthète, in de jaren 1940-1944 Pétains kabinetschef, verklaarde al in 1946 dat het anti-joodse beleid van de Vichy-regering zelfstandig en spontaan tot stand was gekomen, zonder inmenging of druk van de Duitsers. Pas president Jacques Chirac erkende kort na zijn aantreden in 1995 de politieke verantwoordelijkheid van de Franse regering en politie voor de arrestaties van Joden, hun uitlevering aan de Duitse bezetter en hun deportatie uit Frankrijk.
Er werden inderdaad Franse antisemitische wetten en maatregelen tegen Franse joden afgekondigd. Op 22 juli 1940, dus vrijwel direct na de Franse nederlaag en het sluiten van de Duits-Franse wapenstilstand, werden 500 000 toekenningen van de Franse nationaliteit sinds 1927 herzien, resulterend in het intrekken hiervan bij 15 000 personen, waarvan 40% joods. Het 'Statut des juifs' ('jodenstatuut') volgde op 3 oktober 1940. Het Statut, geldend voor heel Frankrijk en de koloniën, was geïnspireerd op de Duitse Neurenberger rassenwetten (1935) en Italiaanse rassenwetgeving, en bepaalde de criteria voor het worden aangemerkt als jood. Het Statut beperkte de Franse joden in hun burgerrechten, sloot hen uit van het ambtelijk apparaat en voorzag in beroepsverboden of beperkingen in een groot aantal bedrijfstakken (onderwijs, journalistiek, advocatuur, de overheid, etc.). Niet-Franse joden werden in kampen geïnterneerd. Dit lot ondergingen ook 6500 joden die door de Duitse autoriteiten uit  de streken rondom het  Zwarte Woud in oktober 1940 per trein over de grens werden gezet. De Vichy-regering was woedend, maar kreeg nul op het rekest. De joden werden hierop in interneringskampen, o.a. te Gurs, opgesloten in afwachting tot een gelegenheid ze terug naar Duitsland te sturen. In 1942 werd een tweede Statut afgekondigd op grond waarvan alle joden werden geregistreerd, en geweerd uit alle beroepsgroepen die bij het eerste Statut nog waren ontzien. In de bezette zone werden joden verplicht tot het dragen van jodensterren.
Voor Franse joden bleef het hier echter voorlopig bij. Buitenlandse joden werden echter als ongewenste vreemdelingen gezien en behandeld. Ze werden in interneringskampen opgesloten in zowel de bezette als de onbezette zone, waaronder het bekende kamp Drancy. Vanuit daar werden ze door de Duitse autoriteiten naar de vernietigingskampen gedeporteerd.
Toen de geallieerden Frans-Noord-Afrika in november 1942 in Operatie Toorts bezetten, werden de Noord-Afrikaanse joden in hun rechten hersteld (hoewel hun positie na de onafhankelijkheid van deze landen dusdanig zou verslechteren dat ze vrijwel allemaal zouden emigreren). De Duitsers bezetten hierop echter eveneens de Vrije Zone. Nu begonnen de Duitsers zowel Franse als niet-Franse joden te deporteren naar de kampen. Veel joden doken onder of vluchtten naar de Italiaanse bezettingszone, maar ook de Italiaanse bezettingszone was na de Italiaanse machtswisseling in 1943 niet langer veilig voor hen toen ook dit gebied bezet werd door de Duitsers. Door toedoen van onder andere Alois Brunner en Klaus Barbie zouden nog duizenden gevluchte of ondergedoken joden in dit laatste bezettingsjaar naar de vernietigingskampen worden afgevoerd. De geallieerde invasies in Normandië en Zuid-Frankrijk in 1944 zouden uiteindelijk verlichting voor de joden in Frankrijk brengen. Op 9 augustus 1944 werd alle antisemitische wetgeving, waaronder beide jodenstatuten, nietig verklaard door de Franse autoriteiten.
Van de 340 000 joden die zich in Frankrijk bevonden, zou uiteindelijk 75% de oorlog overleven. Dit betekent een sterftecijfer van 85 000 waarvan 72 500 in de concentratiekampen werden vermoord (op een totaal van 75 000 gedeporteerde joden) en 12 500 op een andere manier het leven lieten. Frankrijk heeft hierdoor een van de hoogste overlevingspercentages van alle bezette landen, wat waarschijnlijk te danken was aan het feit dat de Duitse bezetting slechts militair van aard was en de Vichy-Franse autoriteiten derhalve hun gang konden gaan. Hoewel zij eveneens antisemitische maatregelen invoerden en buitenlandse joden deporteerden, gingen ze bij Franse joden minder ver en lieten het bij discriminatie. Verder komen de Fransen in het aantal vermeldingen in Yad Vashem als Rechtvaardige onder de Volkeren op de derde plaats.
Op 16 februari 2009 publiceerde de Conseil d'État, de Franse Raad van State, een uitspraak waarin volmondig werd erkend dat de autoriteiten van Vichy de deportatie van de slachtoffers van het antisemitisme hadden toegestaan en mogelijk gemaakt.